# Kanton Poitiers-2
Kanton Poitiers-2 (fr. Canton de Poitiers-2) je francouzský kanton v departementu Vienne v regionu Poitou-Charentes. Skládá se z části města Poitiers a obce Buxerolles.